# Vision aveugle (roman)
Pour les articles homonymes, voir Vision aveugle.
 (mai 2025).
Si vous disposez d'ouvrages ou d'articles de référence ou si vous connaissez des sites web de qualité traitant du thème abordé ici, merci de compléter l'article en donnant les références utiles à sa vérifiabilité et en les liant à la section « Notes et références ».
Vision aveugle (titre original : Blindsight) est un roman de Hard science-fiction de l'écrivain canadien Peter Watts, publié par Tor Books en 2006. Il a remporté le prix Seiun du meilleur roman traduit 2014 et a été nommé pour le prix Hugo du meilleur roman 2007, le prix John-Wood-Campbell Memorial 2007 et le prix Locus du meilleur roman de science-fiction 2007.

## Résumé
Un équipage d'astronautes est envoyé comme troisième vague, après deux séries de sondes, pour enquêter sur une comète trans-neptunienne de la ceinture de Kuiper surnommée "Burns-Caulfield"' qui transmettait un signal radio non identifié en direction d'une destination inconnue quelque part dans notre système solaire. 
Le roman explore à la fois les questions de conscience, d'identité, d'intelligence artificielle, de libre arbitre, de neurologie, de théorie des jeux, d'évolution ainsi que biologie.